# Newport High Street
Newport (South Wales) (w języku walijskim: Casnewydd) – stacja kolejowa w Newport, w hrabstwie Monmouthshire, w Walii. Znajdują się tu 4 perony.